# Houlgate
Houlgate ist eine französische Gemeinde mit 1.657 Einwohnern (Stand: 1. Januar 2022) im  Département Calvados in der Region Normandie. Sie gehört zum Arrondissement Lisieux und zum Kanton Cabourg. Die Einwohner werden Houlgatais genannt.
Die Gemeinde besteht aus den Ortschaften Houlgate, Beuzeval, Caumont und Drochon sowie weiteren kleinen Ortschaften und Weilern.

## Geographie
Houlgate liegt an der Côte Fleurie des Ärmelkanals und am kleinen Fluss Drochon. Der Fluss Dives mündet an der westlichen Gemeindegrenze. Umgeben wird Houlgate von den Nachbargemeinden Gonneville-sur-Mer im Osten und Süden, Dives-sur-Mer im Süden und Südwesten sowie Cabourg im Westen.
Durch die Gemeinde führt die frühere Route nationale 813 (heutige D513).

## Geschichte
Erst mit der Entstehung des Seebads im 19. Jahrhundert hat die Gemeinde an Bedeutung gewonnen. Bis dahin befand sich der Sitz der Gemeinde in der namensgebenden Ortschaft Beuzeval.
Während des Zweiten Weltkriegs errichtete die deutsche Wehrmacht 1942 hier eine Artillerie- und Radarstation. Während des Bombardements im April 1944 blieb eine Kraterlandschaft. Im August 1944 konnte die Gegend befreit werden.
| Jahr      | 1962  | 1968  | 1975  | 1982  | 1990  | 1999  | 2006  | 2012  | 2019  |
| --------- | ----- | ----- | ----- | ----- | ----- | ----- | ----- | ----- | ----- |
| Einwohner | 1.588 | 1.617 | 1.655 | 1.729 | 1.654 | 1.832 | 1.902 | 2.043 | 1.711 |

## Sehenswürdigkeiten
- Kirche Saint-Aubin in Beuzeval
- Herrenhaus von Beuzeval
- Schloss Dramard
- Rathaus
- Grand Hotel
- Casino
- Villen (z. B. Chalet Les Lions)

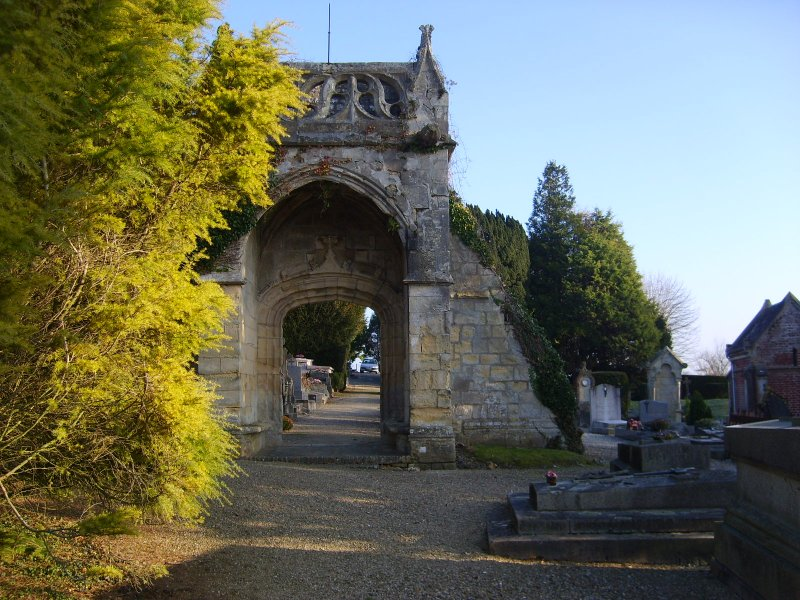
Alte Kirche Saint-Aubin
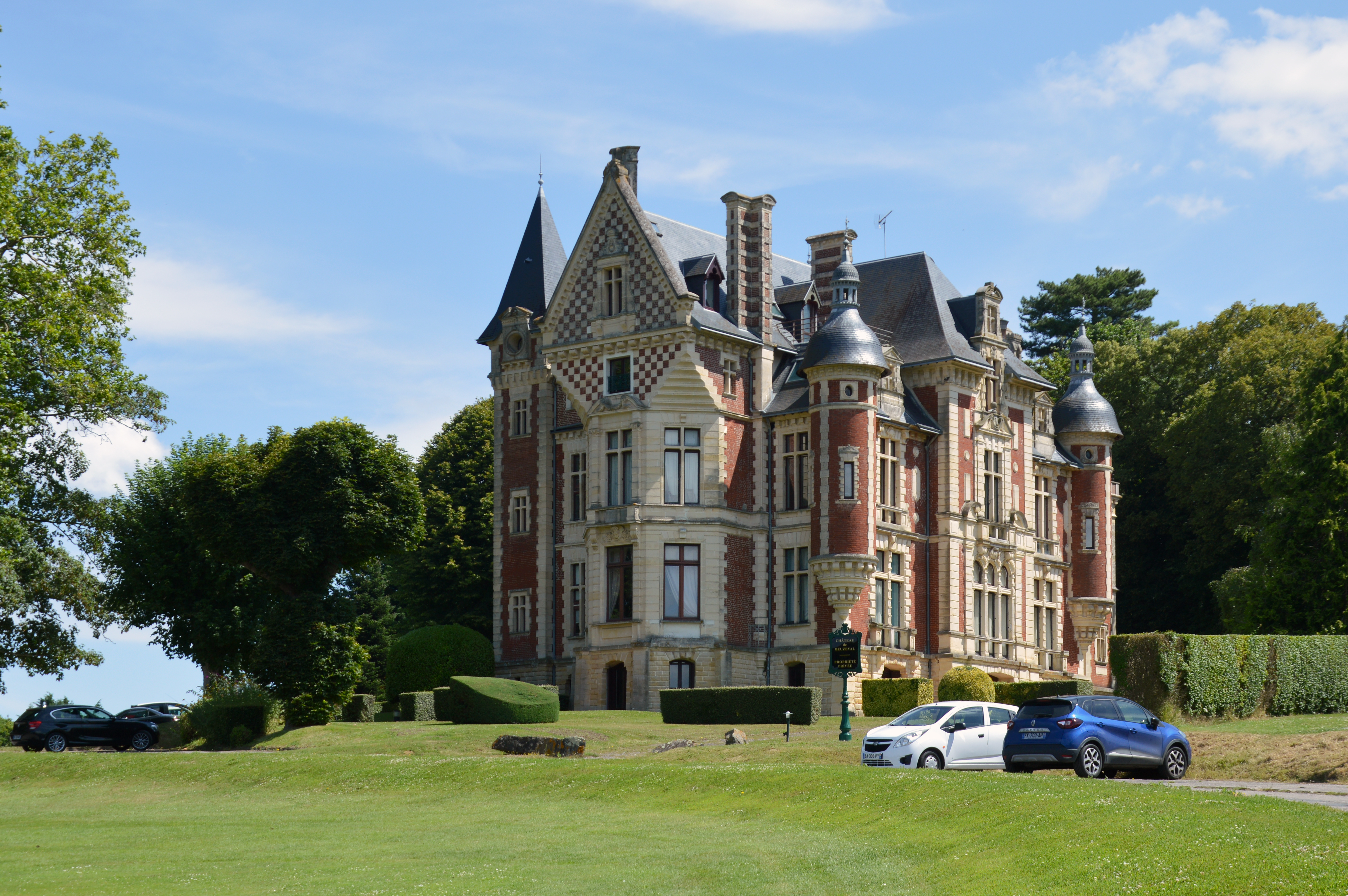
Herrenhaus von Beuzeval
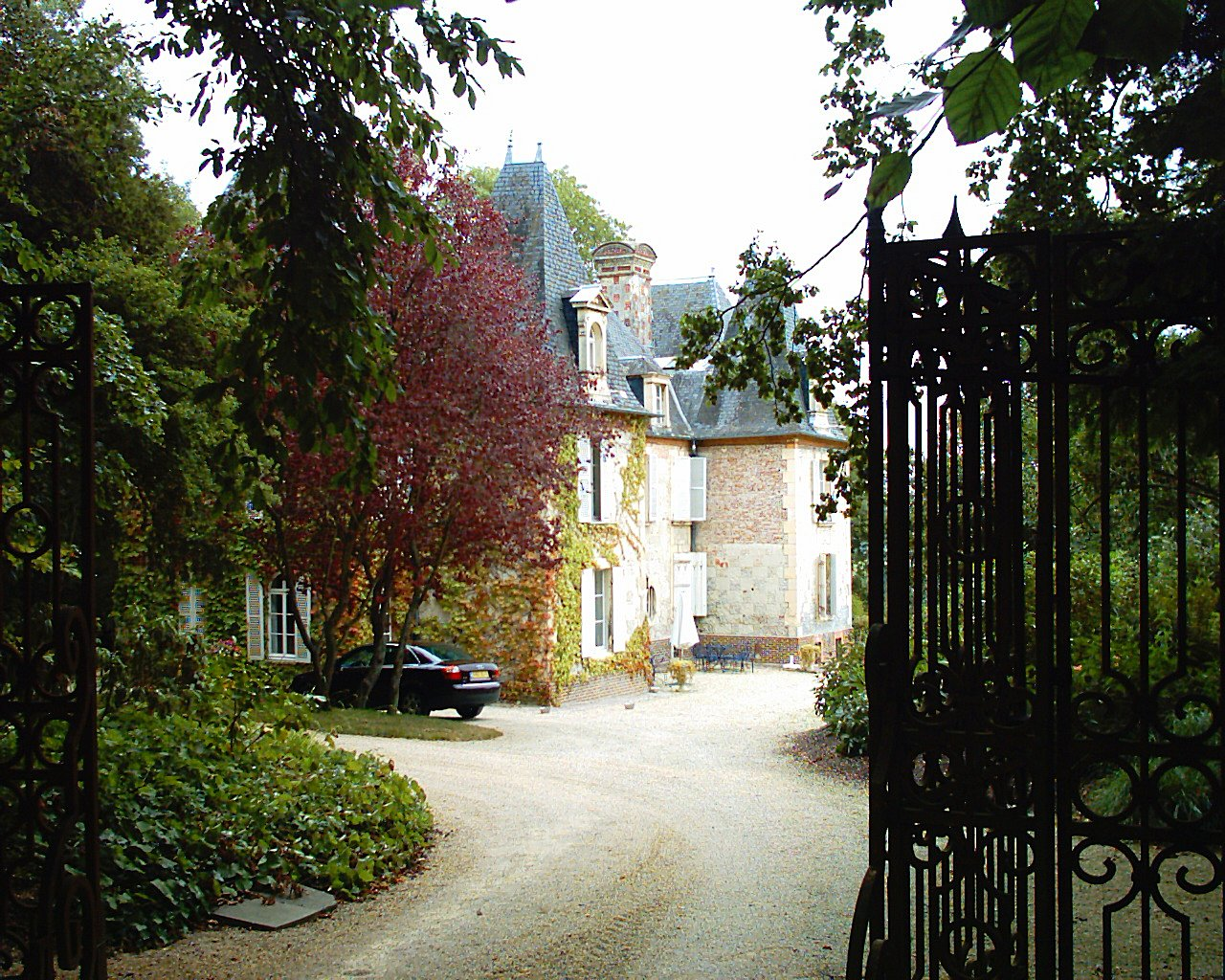
Schloss Dramard
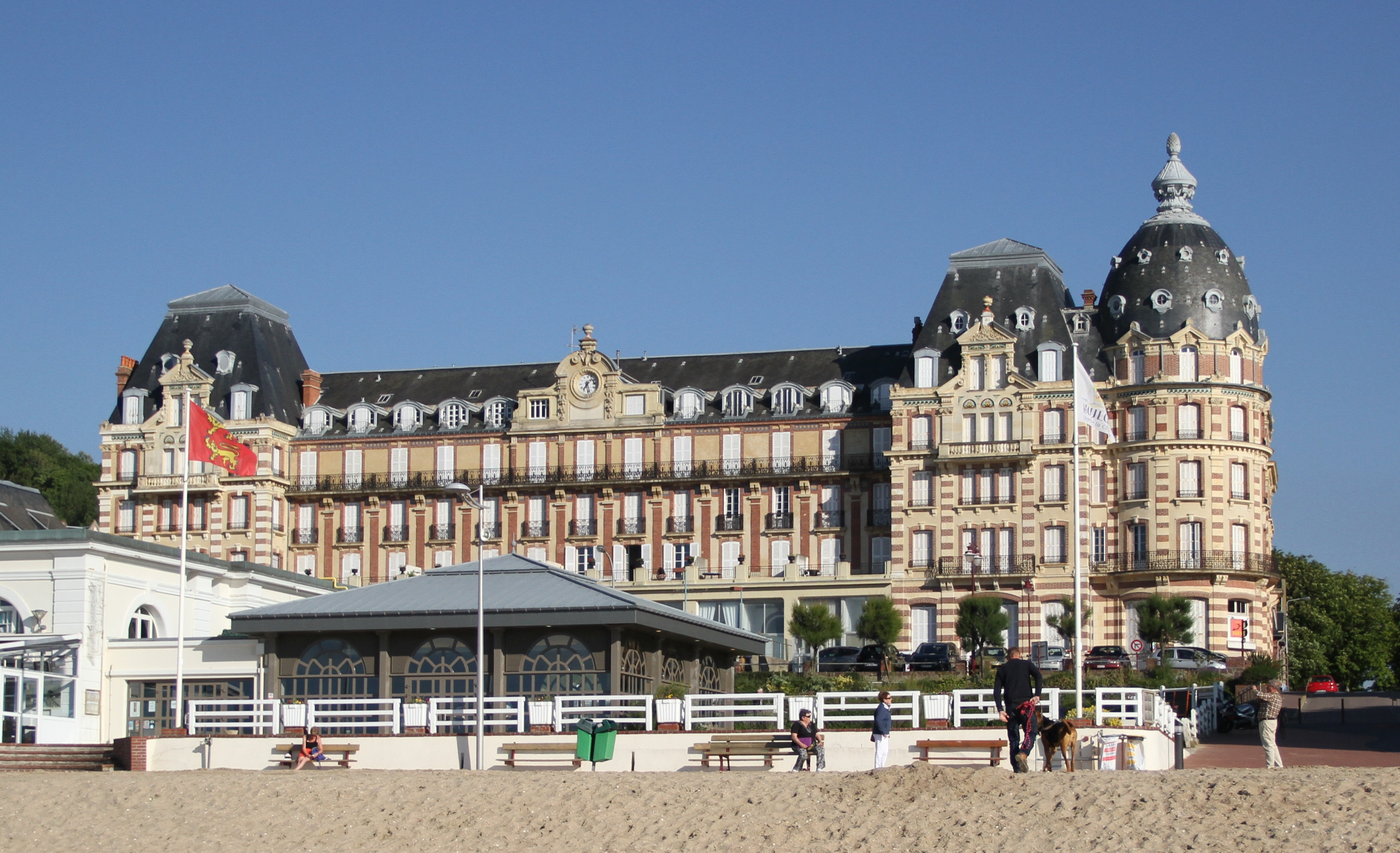
Grand Hotel